# Chidester
Chidester is een plaats (city) in de Amerikaanse staat Arkansas, en valt bestuurlijk gezien onder Ouachita County.

## Demografie
Bij de volkstelling in 2000 werd het aantal inwoners vastgesteld op 335.
In 2006 is het aantal inwoners door het United States Census Bureau geschat op 339, een stijging van 4 (1,2%).

## Geografie
Volgens het United States Census Bureau beslaat de plaats een oppervlakte van
13,8 km², geheel bestaande uit land. Chidester ligt op ongeveer 58 m boven zeeniveau.

## Plaatsen in de nabije omgeving
De onderstaande figuur toont nabijgelegen plaatsen in een straal van 32 km rond Chidester.